# Патрик Янсенс
Патрик Янсенс (на нидерландски: Patrick Janssens) е белгийски политик от фламандската Социалистическа партия - различни. Той е кмет на Антверпен от 2003 до 2012 г.

## Биография
Патрик Янсенс е роден в Антверпен на 19 септември 1956 г. Завършва политически и обществени науки и приложна икономика в Антверпенски университетски факултети „Свети Игнаций“, днес част от Антверпенския университет, и статистика в Лондонското училище по икономика.
От 1979 година Янсенс работи в Антверпен като асистент на професора по икономика Херман Делек. През 1985 година оглавява фирмата за маркетингови проучвания Димарсо, а след 1989 година заема ръководни постове в рекламната агенция BBDO.
През 1999 година Патрик Янсенс е избран за председател на Социалистическата партия, като остава на този пост до 2003 година, когато е избран за кмет на Антверпен. През 2003 година е избран и за депутат в Камарата на представителите на Белгия, но напуска тази длъжност година по-късно, когато става депутат във Фламандския парламент.